# Flavan
Flavanul este un derivat de benzopiran cu structură de tipul 2-fenil-3,4-dihidro-2H-cromenă. Flavanii sunt compuși flavonoidici din plante care conțin acest nucleu, precum sunt flavan-3-olii, flavan-4-olii și flavan-3,4-diolii (leucoantocianidine).